# Hayashi Akira
Hayashi Akira est un nom japonais traditionnel ; le nom de famille (ou le nom d'école), Hayashi, précède donc le prénom (ou le nom d'artiste).
Hayashi Akira (林 韑), aussi connu sous le nom de Hayashi Fukusai, né le 10 février 1800 et décédé à l'âge de 59 ans le 12 octobre 1859 à Edo, est un lettré néo-confucéen, enseignant, diplomate et administrateur japonais au service du shogunat Tokugawa dans plusieurs domaines. Il fait partie des lettrés confucéens du clan Hayashi.
En tant que descendant de Hayashi Razan, il reçoit le titre héréditaire de daigaku-no-kami (« chef des études »), chef de l'académie néo-confucéenne du shogunat, le Yushima Seidō.

## Académicien
Jussai est le onzième Daigaku-no-kami (« chef des études ») de la famille Hayashi mais le neuvième officiel.
Il devient le neuvième recteur officiel du Shōhei-kō (plus tard renommé en Yushima Seidō. Cette institution est au sommet du système d'enseignement et de formation du shogunat Tokugawa. Le titre de Daigaku-no-kami désigne le chef de l'éducation national.
Il fait partie des lettrés confucéens du clan Hayashi qui furent les conseillers personnels des shogun Tokugawa. Le patriarche du clan, Hayashi Razan, qui vivait pour témoigner de son raisonnement philosophique et pragmatique, est à l'origine de l'idéologie néoconfucéenne officielle du Bakufu.
Cette évolution fut en partie élaborée sur l'idée que les samouraï formaient la classe gouvernante cultivée (bien qu'ils fussent en grande partie illettrés au début du shogunat Tokugawa). Razan aida à légitimer le rôle militariste du bakufu au début de son existence. Sa philosophie est intéressante sur le fait qu'elle encourage la classe des samouraï à se cultiver elle-même, une tendance qui deviendra de plus en plus répandue au cours de la vie de Razan et même après. L'aphorisme de Razan est à l'origine de ce point de vue :
« Aucune vérité n'est apprise sans les armes et il n'y a point de véritables armes sans apprentissage » .
Hayashi Razan et sa famille jouèrent un rôle important pour aider à cristalliser les fondements théoriques du shogunat Tokugawa.

## Service en tant que diplomate
Akira devient recteur de l'académie en 1853 et sa carrière de diplomate débute peu après.

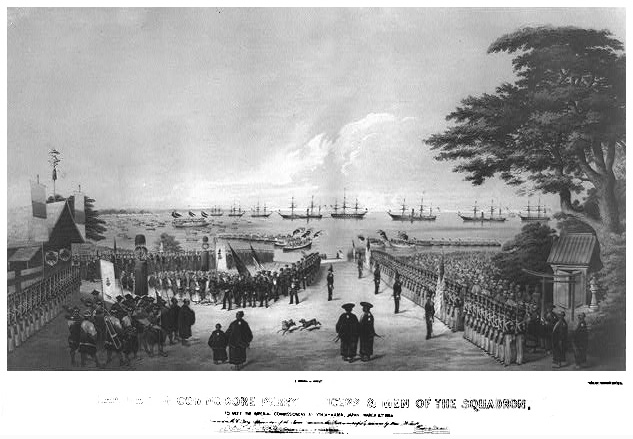
Arrivée du commodore Perry et de son équipage en vue d'une rencontre avec les représentants impériaux à Yokohama (Kanagawa) le 14 juillet 1853. Lithographie de Sarony & Co., 1855, par Wilhelm Heine.

- 1853 (Kaei 6): Akira termine la compilation du Tsūkō ichiran. L'ouvrage est réalisé sur commande du shogunat pour compiler et assembler des documents sur le commerce et la diplomatie en Asie orientale. Cela inclut par exemple, une description détaillée d'une ambassade ryūkyū allant remettre un tribut à la cour des Qing à Pékin[5].

- 8 mars 1854 (Kaei 7, 10e jour du 2e mois) : Le commodore Perry revient dans la baie d'Edo pour forcer les Japonais à signer le traité de Kanagawa. Le chef de la délégation japonaise est alors Hayashi Akira[6], qui était connu par les Américains sous le nom de « Prince représentant Hayashi »[7].

« Aussitôt, après la signature te l'échange du traité, le commodore Perry accueillit le premier représentant, le prince Hayashi, avec un drapeau américain en indiquant que ce cadeau était la plus haute expression de la courtoisie et de l'amitié nationales qu'il pouvait offrir. Le prince fut profondément touché, et exprima sa gratitude. Le commodore accueillit ensuite les autres représentants avec des cadeaux qu'ils leur avaient spécialement réservé. Toutes les affaires ayant été conclues à la satisfaction des deux parties, les représentants japonais invitèrent Perry et ses officiers à un festin et des divertissements spécialement préparés pour l'occasion. » Récit de témoins américains.
- 22 janvier 1858 (Ansei 4, 28e jour du 12e jour): Akira dirige la délégation du bakufu pour demander conseil à l'empereur Komei sur la façon de traiter avec les puissances étrangères menaçantes[6].

Ce fut la première fois que le conseil de l'empereur était demandé depuis l'établissement du shogunat Tokugawa. La conséquence la plus évidente de cette évolution sera l'augmentation du nombre de messagers qui feront constamment le trajet entre Tokyo et Kyoto pendant la prochaine décennie. Ce n'est pas sans ironie le fait que ce lettré/bureaucrate du XIXe siècle serait lui-même le lien du changement politique - agissant sans doute « selon le livre » avec des théories bien établies comme étant seuls guides.
- Ansei 4 (octobre 1858) : Akira fait le voyage d'Edo à Kyoto pour expliquer les termes du traité à l'empereur Komei, qui l'accepte finalement en février 1859 lorsqu'il comprend qu'il n'y a aucune autre solution[10].